# 島袋俊一
島袋 俊一（しまぶくろ しゅんいち、1902年9月11日 - 1965年9月17日）は、日本の植物病理学者・菌学者・教育者。歌人としても活躍し、小林 寂鳥（こばやし じゃくちょう）と号した。

## 経歴
1902年、沖縄県国頭郡伊江村出身。
1924年に旧制鹿児島高等農林学校（現在の鹿児島大学農学部）を卒業後、帰郷して沖縄県立八重山農学（現在の沖縄県立八重山農林高等学校）、沖縄青年師範学校の校長を歴任した。
1950年に琉球大学が開学すると同大学の教授に就任、1959年に農学部長、学部改組により農家政工学部長を歴任した。1953年より南西諸島のサビキン目菌類について研究し、1960年4月から6月にかけての3ヶ月間、東京教育大学（現在の筑波大学）に内地留学し、平塚直秀の指導のもと、その種類と分布について研究した。1960年に「琉球列島における銹菌フロラに関する研究」を北海道大学に提出して農学博士の学位を取得し、翌年1961年には「Flora of Rust Fungi in the Ryukyu Archipelago」を発表している。
1964年7月1日、琉球大学学長に就任し、琉球大学医学部や大学院新設計画を進めた。しかし、学長在職中の翌年1965年9月17日、心臓疾患のため那覇市の那覇病院で急逝した。